# Sikora uboga
Sikora uboga, szarytka, błotniczka, sikora trzcinna (Poecile palustris) – gatunek małego ptaka z rodziny sikor (Paridae). Zamieszkuje Eurazję. Nie jest zagrożony wyginięciem.

## Systematyka
Po raz pierwszy zgodnie z zasadami nazewnictwa binominalnego gatunek ten opisał szwedzki przyrodnik Karol Linneusz w 1758 roku w 10. edycji Systema Naturae, uznawanej za początek nomenklatury zoologicznej. Autor nadał gatunkowi nazwę Parus palustris, a jako miejsce typowe wskazał Europę, co w 1905 roku Ernst Hartert zawęził do Szwecji. Obecnie gatunek zaliczany jest do rodzaju Poecile.
Wyróżniono następujące podgatunki P. palustris:
- P. palustris dresseri – Walia, środkowa i południowa Anglia oraz zachodnia Francja.
- sikora uboga[4] (P. palustris palustris) – Skandynawia do północnego Półwyspu Iberyjskiego oraz na wschód po Polskę, Bałkany i Grecję.
- P. palustris italicus – francuska część Alp, Włochy i Sycylia.
- P. palustris stagnatilis – wschodnia Europa do południowego Uralu i północno-zachodniej Turcji.
- P. palustris kabardensis – rejon Kaukazu i północno-wschodnia Turcja.
- sikora Taczanowskiego[4] (P. palustris brevirostris) – południowo-środkowa i południowo-wschodnia Syberia, północna Mongolia, Mandżuria i Liaoning (północno-wschodnie Chiny) oraz skrajnie północna Korea.
- P. palustris ernsti – Sachalin.
- P. palustris hensoni – południowe Wyspy Kurylskie i północna Japonia.
- P. palustris jeholicus – północne Hebei (północno-wschodnie Chiny) i północna Korea.
- P. palustris hellmayri – wschodnie Chiny i południowa Korea.

Za podgatunek sikory ubogiej bywała też uznawana sikora czarnobroda (P. hypermelaenus).

## Występowanie
Areał występowania jest podzielony na część zachodnią, to większa część Europy i część zachodniej Azji, oraz wschodnią – w Azji Wschodniej, w podobnych szerokościach geograficznych. To rozdzielenie powstało prawdopodobnie w okresie lodowcowym, szczególnie w trakcie ostatniego najsurowszego zlodowacenia, które wpłynęło najbardziej na zmianę składu europejskiej i azjatyckiej fauny. Przypuszcza się, że w przyszłości może dojść do ponownego połączenia się obu areałów, ponieważ tereny leżące pośrodku mają odpowiednie warunki dla tych ptaków. W Europie występuje od Anglii, północnej Hiszpanii, Francji na zachodzie przez kontynent do Polski i dalej Europy Wschodniej do Uralu, oraz od Włoch i Grecji po południową część Półwyspu Skandynawskiego. Gatunek osiadły.
W Polsce rozpowszechniony, średnio liczny ptak lęgowy, zimuje. Jest najrzadszą sikorą krajową. Według szacunków Monitoringu Pospolitych Ptaków Lęgowych, w latach 2013–2018 populacja sikory ubogiej w Polsce liczyła 192–326 tysięcy par lęgowych. Po silnych spadkach na początku XXI wieku populacja na terenie większości kraju ustabilizowała się na poziomie około 30% niższym niż w roku 2000, a nawet wykazuje trend wzrostowy (zwłaszcza na północy). Spotkać ją można w całym kraju, w tym w górach do 900 m n.p.m. Największa populacja zasiedla Sudety i Karpaty, a także północną część kraju.

## Charakterystyka

### Cechy gatunku

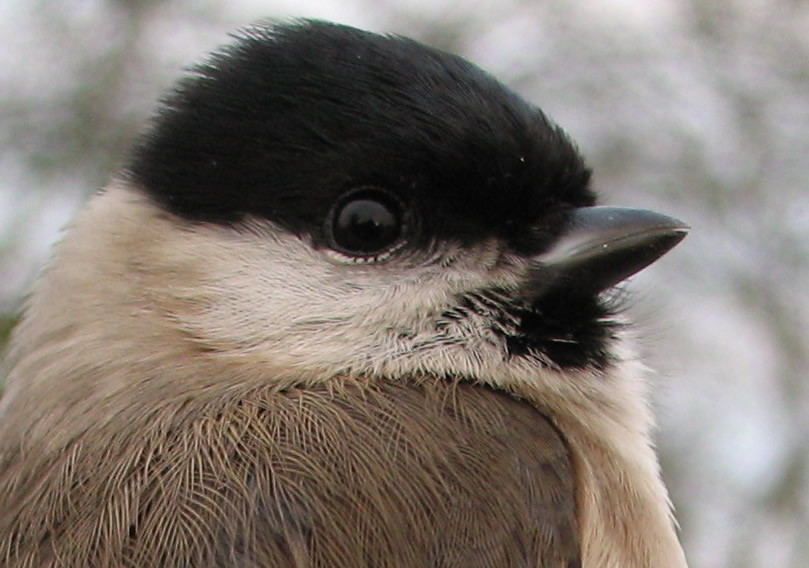
Głowa sikory ubogiej z bladymi, niezbyt wyraźnie odgraniczonymi policzkami

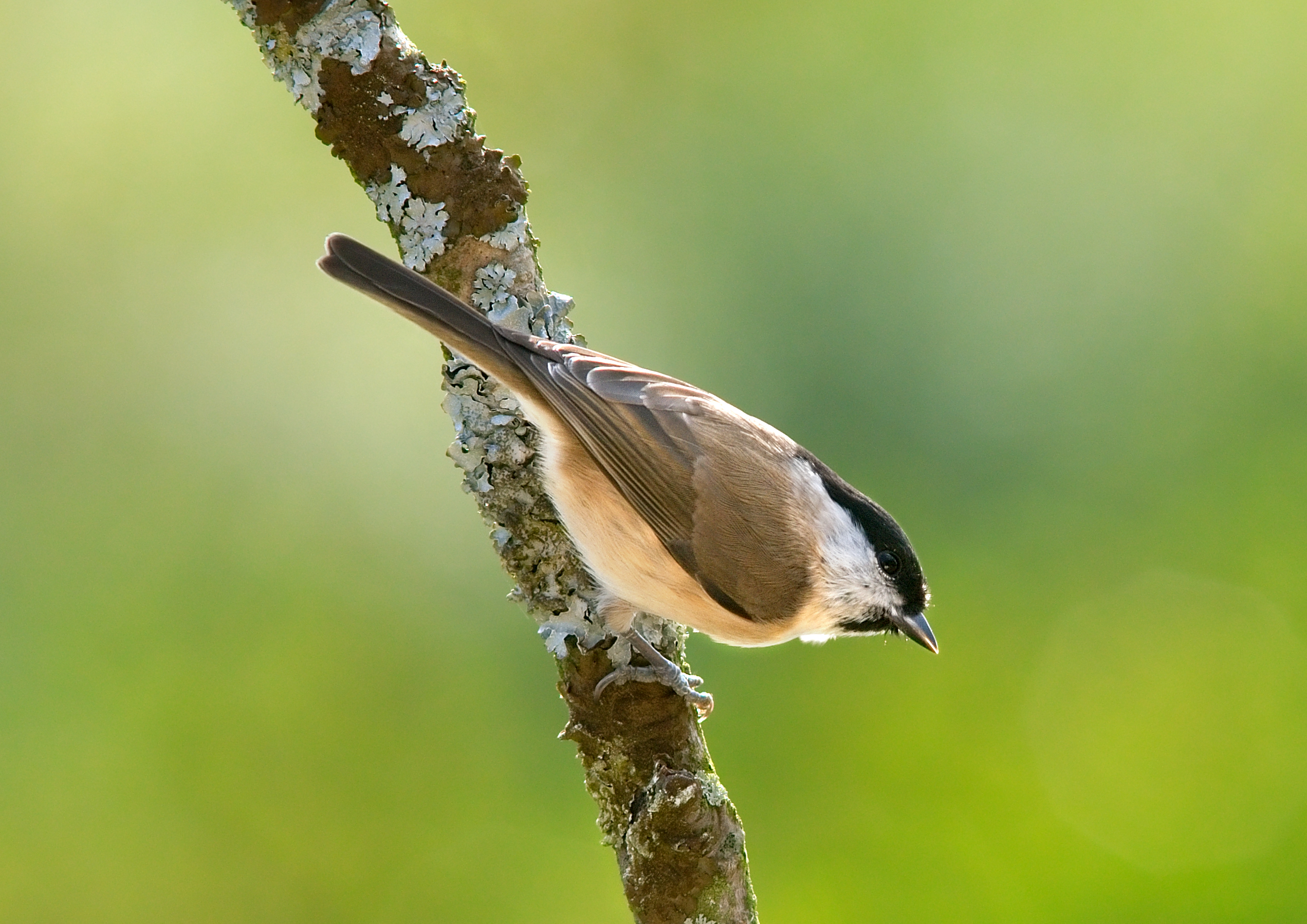
Krótsza czapeczka, mniejszy śliniaczek, brak podłużnego prążka na skrzydłach to cechy odróżniające sikorę ubogą od czarnogłowej

To drobny ptak z dużą głową, wielkości sikory modraszki, choć mniejsza od wróbla. Obie płci ubarwione jednakowo i podobnej wielkości. Upierzenie na wierzchu i skrzydłach brązowoszare, od spodu beżowo-białe. Na głowie obu płci jest błyszcząca granatowo-czarna czapeczka, ograniczona jest tylko do wierzchołku głowy, jedynie na podbródku widać maleńki czarny śliniaczek o ostrych krawędziach (u bardzo podobnej czarnogłówki matowa czapeczka sięga aż do krawędzi płaszcza, a śliniak jest szerszy, sięga do piersi i ma rozmyte brzegi). Białe policzki (bardziej brązowe niż u czarnogłówki). Dziób krótki, czarny, przystosowany do zbierania owadów. Na pokrywach skrzydłowych nie ma przejaśnień. Ma ciemnoszary ogon, czarny dziób i tęczówki oczu oraz jasnoniebieskie nogi. Oznaczanie wieku jest trudne, młode powinny mieć bardziej matową czapeczkę (większe ryzyko pomyłki z czarnogłówką); już we wrześniu wyglądają jak dorosłe, nie da się ich odróżnić w terenie na podstawie ubarwienia. 
Pomimo bliskiego spokrewnienia z czarnogłówką nie odnotowano krzyżowania się tych dwóch gatunków. Różnice w terenie oprócz rysunku na głowie kryją się w braku białego paska na lotkach sikory ubogiej (czasem białe obrzeżenia lotek mogą go przypominać). Mimo to przy braku znajomości głosu obu gatunków lub gdy nie odzywają się, ich rozpoznanie bywa trudne, jednak przy doświadczeniu w terenie, ich rozpoznawanie jest możliwe. Z rysunku na głowie, który jest pomocny dla człowieka, ptaki mogą rozpoznać przedstawicieli swojego gatunku.

### Zachowanie
Zimą, podobnie jak u gili, wykazują tendencję do łączenia się w pary osobników tej samej płci. Jest mniej skryta i płochliwa niż czarnogłówka. Zwykle nie kryje się przed człowiekiem. To bardzo ruchliwy ptak przy szukaniu pokarmu, choć mniej towarzyski niż pozostałe sikory. Może przyłączać się do zimowych mieszanych stad złożonych z innych gatunków sikor, kowalików, mysikrólików, pełzaczy i dzięciołów, ale na krótko i na obszarze swojego terytorium. Jako gatunek osiadły nie podejmuje regularnych wędrówek, tym bardziej, że słabo lata. Gdy noc jest chłodna, sikora uboga może ją przespać schowana w pęku liści na gałęzi, w dziupli (choć nie musi być tą, w której się gnieździła). Schronić się może nawet pod ziemią w norze gryzonia.

### Wymiary średnie
długość ciałaok. 11,5–13 cm
długość ogonaok. 5–5,5 cm
rozpiętość skrzydełok. 18–19,5 cm

### Masa ciała
8,9–15 g

### Głos
Słuchanie śpiewu jest najpewniejszym sposobem na pewne oznaczenie tego ptaka. Melodia jest monotonna i składa się z szybko powtarzanej piszczącej frazy złożonej z serii tych samych tonów np. „cijf cijf” lub „tyczee” lub jest to eksplozywne kichanie „pit czu”. Odzywa się również chichoczącym trelem „burrurret” oraz ostrym „zip”. Jej piosenka to zwrotki szybko powtarzane „zi-zi-ziut burrurre zi-zi-ziut burrurre zi-zi-ziut”... Jej głos jest nieco podobny do głosu sosnówki. Lubi się odzywać. Sześciodniowe pisklęta mają bardziej „błagające trele”, aż do 13 dnia życia, jednak kilka wariantów tego odgłosów zaobserwowano również u osobników, mających 19 dni. Pisklęta wydają również „pitchou” i „chick-a-dee” do 5 dnia od wyklucia. Młode samce mogą śpiewać już w wieku ok. 11 dni.

## Biotop
Przebywa w widnych zaroślach, lasach liściastych i mieszanych, na nizinach i pogórzu ze starodrzewiami, zwłaszcza dębowe i brzozowe. Preferuje skraje lasów, które sąsiadują z łąkami i starymi parkami oraz tereny podmokłe. Najchętniej przesiaduje w podszycie. Dawniej liczna w miejskich parkach, sadach, żywopłotach, ogrodach, zaroślach i alejach – obecnie gnieżdżą się tam tylko pojedyncze pary. W przeciwieństwie do sikory bogatki nie jest tak synantropijna. To zachowanie utrzymuje się również zimą, przez co nie jest częstym gościem w karmnikach, zwłaszcza jeśli znajdują się w obrębie miejskiej zabudowy. Jednak wszystkie gatunki sikory, które zimują w kraju odwiedzają te, które znajdują się na skraju lasu i w wiejskich ogródkach. 
Ma inne wymagania środowiskowe niż czarnogłówka. Na danym obszarze, zwłaszcza w górach, szarytka zajmuje niższe położenia, a czarnogłówka – wyższe. To powoduje rozdzielenie terytorialne.

## Okres lęgowy

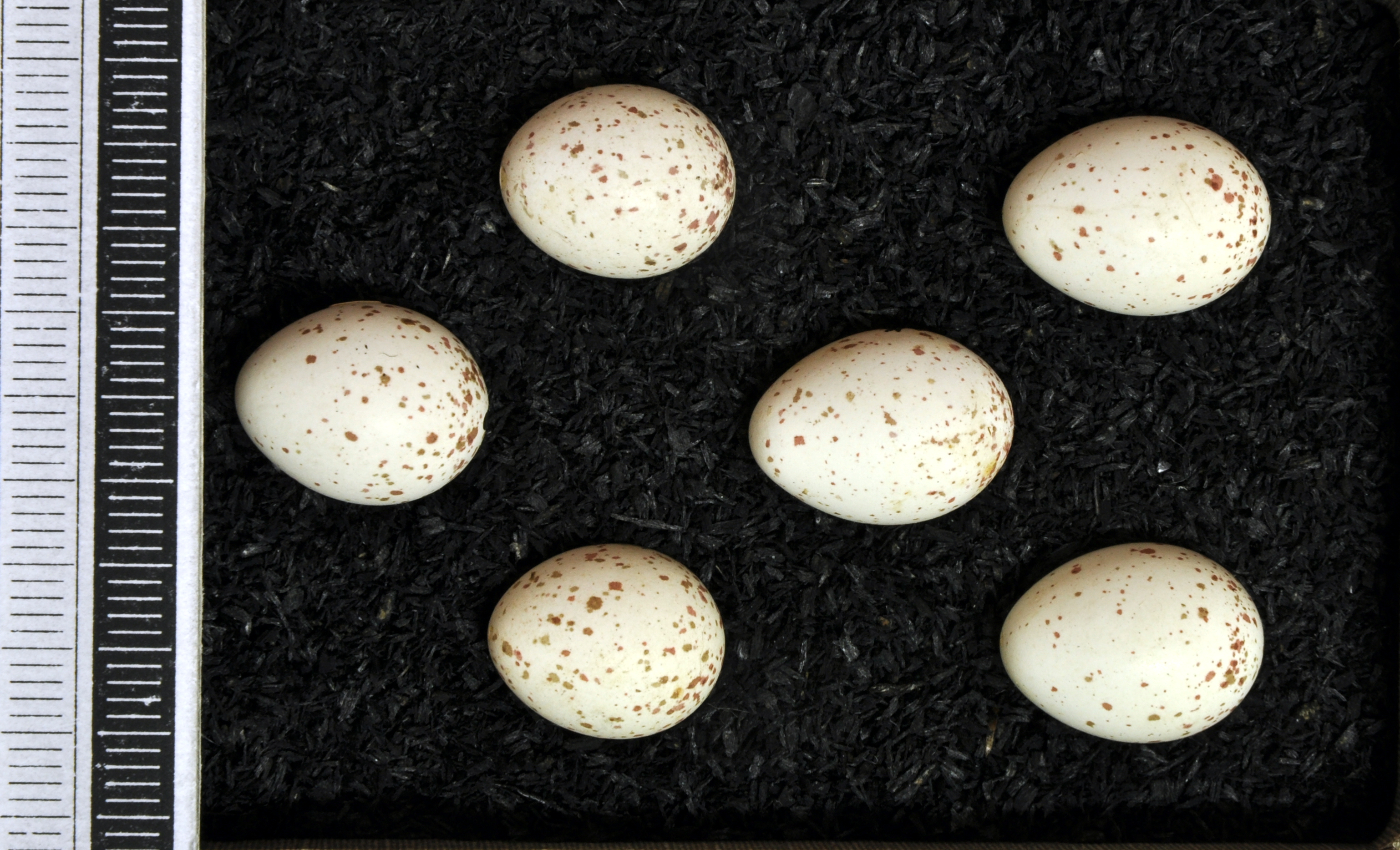
Jaja z kolekcji muzealnej

### Gniazdo
Chętnie zajmuje naturalne dziuple z wąskim otworem wejściowym, nawet tuż nad ziemią, wyjątkowo także budki lęgowe, zakamarki kory lub między korzeniami. Może również powiększać otwory istniejących już dziupli. Warstwę zewnętrzną lęgowiska budują z mchu, suchych traw, a czarkę wyściełają grubo piórami, sierścią, wełną i włosiem. Tworzone pary są monogamiczne.

### Jaja
Składa w kwietniu i maju 5–10 (wyjątkowo 12) matowych białych jaj o czerwonym nakrapianiu w lęgu, podobne do jaj modraszki.

### Wysiadywanie
Jaja są wysiadywane już pod koniec kwietnia lub w maju. Samica wysiaduje jaja przez około 13–17 dni.

### Opieka
Pisklęta są karmione owadami przez obie płcie.

### Opuszczanie gniazda
Młode osobniki opuszczają gniazdo po około 17–20 dniach od wyklucia. Do lęgu przystępują po raz pierwszy w wieku 1 roku. Zazwyczaj młode ptaki osiedlają się kilka kilometrów od gniazda, w którym się wykluły.

## Pożywienie

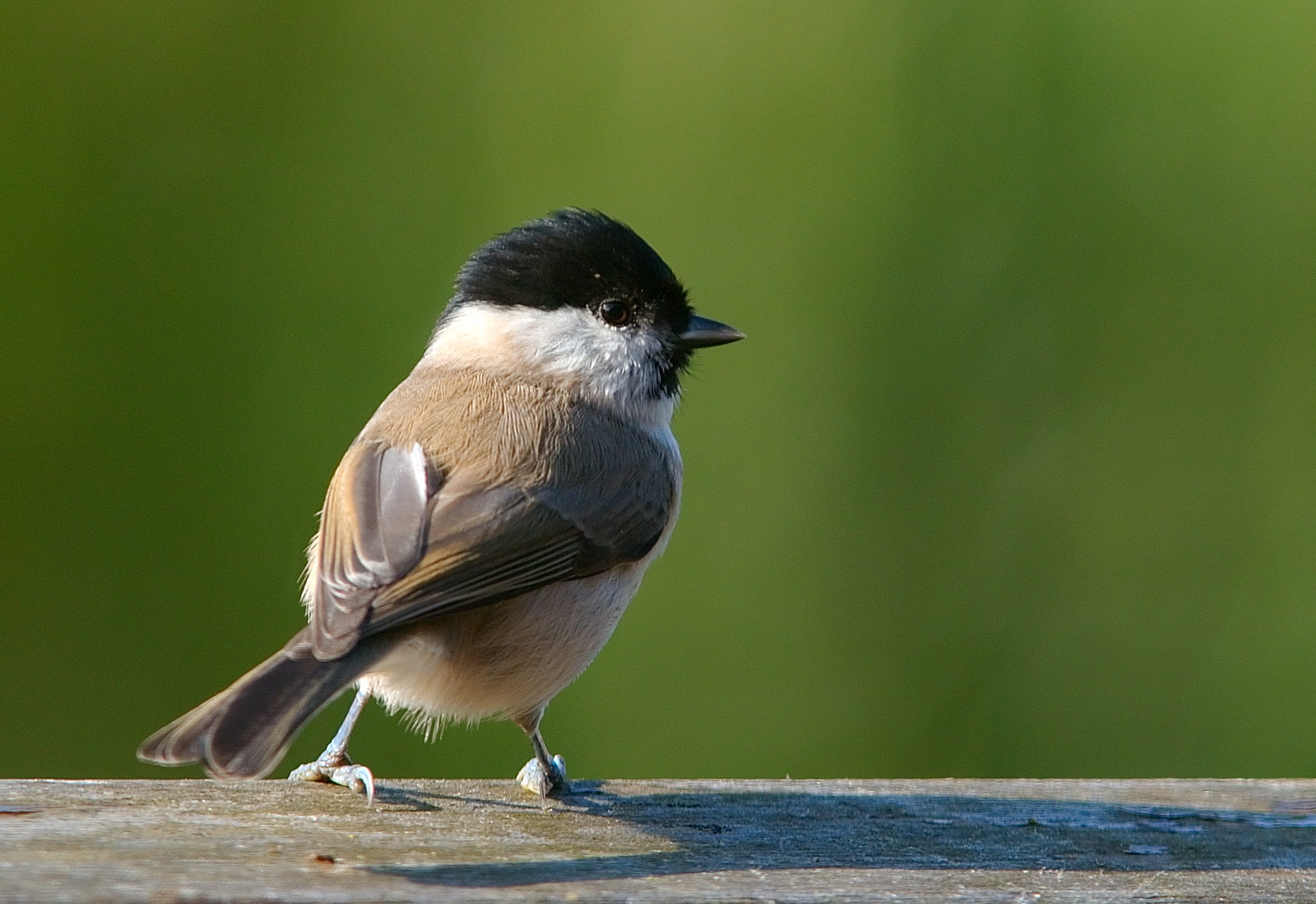
Sikora uboga unika obecności człowieka, toteż rzadko spotyka się ją w karmnikach

Drobne owady, głównie gąsienice i owadzie jajeczka, pająki oraz inne bezkręgowce, zimą i jesienią duży udział nasion, jagód i innych owoców. Może korzystać z pokarmu wykładanego w karmnikach, choć rzadko je odwiedza.
Żeruje na krzewach i drzewach, a zimą częściej zlatują na ziemię. Aby wydostać owady spod kory, kuje w nią często swym dziobem. Potrafi ścigać owady w powietrzu. Zwyczajem niektórych sikor gromadzi zapasy, wciskając w zakamarki kory złapane pająki, owady i zerwane nasiona. Chować może je też pod porostami i mchami rosnącymi na ziemi.

## Status i ochrona
IUCN uznaje sikorę ubogą za gatunek najmniejszej troski (LC, Least Concern). Liczebność światowej populacji, obliczona w oparciu o szacunki organizacji BirdLife International dla Europy z 2015 roku, zawiera się w przedziale 10–21 milionów dorosłych osobników. Globalny trend liczebności populacji uznawany jest za spadkowy.
Na terenie Polski sikora uboga jest objęta ścisłą ochroną gatunkową. Na Czerwonej liście ptaków Polski została sklasyfikowana jako gatunek najmniejszej troski (LC).